# Bilanzgewinn
Bilanzgewinn ist im Rechnungswesen der in der Bilanz von Kapitalgesellschaften ausgewiesene Teil des Gewinns. Gegensatz ist der Bilanzverlust.
Bilanzgewinn/Bilanzverlust sind handelsrechtliche Begriffe, die keineswegs identisch sind mit dem tatsächlich im Geschäftsjahr entstandenen Gewinn/Verlust. Ein Bilanzgewinn kann selbst dann noch ausgewiesen werden, wenn ein Verlust entstanden ist. Der Bilanzgewinn errechnet sich wie folgt aus der Überleitungsrechnung des § 158 Abs. 1 AktG für AG und KGaA:
```
   
Jahresüberschuss
/Jahresfehlbetrag
   + 
Gewinnvortrag
 aus dem Vorjahr oder
   - 
Verlustvortrag
 aus dem Vorjahr
   + 
Entnahmen
 aus der 
Kapitalrücklage

   + Entnahmen aus 
Gewinnrücklagen

   - Einstellungen in Gewinnrücklagen
   = Bilanzgewinn/Bilanzverlust
```

Unterstellt man nach dieser Aufstellung einen Jahresfehlbetrag und lediglich eine diesen übersteigende Entnahme aus der Gewinnrücklage, so wird ein Bilanzgewinn ausgewiesen. Bilanzgewinn/Bilanzverlust stimmen mit Jahresüberschuss/Jahresfehlbetrag nur dann überein, wenn die dazwischen liegenden Positionen unbelegt sind oder sich aufheben.
Bilanzgewinn/Bilanzverlust werden nach § 268 Abs. 1 HGB auf der Passivseite der Bilanz ausgewiesen, und zwar gemäß § 266 Abs. 3 HGB unter Position A IV. Bei der AG/KGaA ist der Jahresüberschuss/Jahresfehlbetrag zwingend zum  Bilanzgewinn/Bilanzverlust für die Bilanz nach § 152 Abs. 2 und 3 AktG fortzuführen.

## Verwendung
Ein Bilanzgewinn entsteht nur dann, wenn die Bilanz nach teilweiser Ergebnisverwendung aufgestellt wurde. Entscheidend für den Ausweis eines Bilanzgewinns ist der Zeitpunkt der Bilanzaufstellung. Ist zum Zeitpunkt der Bilanzaufstellung der Beschluss zur Gewinnverteilung noch nicht gefasst und sind auch keine Ergebnisverwendungen durch Satzung oder Gesetz vorgeschrieben, steht der gesamte Jahresüberschuss zur Verteilung an. Der Bilanzgewinn entspricht dann dem Jahresüberschuss zuzüglich des aus dem Vorjahr übernommenen Gewinnvortrages. Nach § 268 Abs. 1 HGB darf die Bilanz auch nach teilweiser Gewinnverwendung erstellt werden, so dass an die Stelle des Jahresüberschusses/Jahresfehlbetrags und des Gewinnvortrags/Verlustvortrags der Posten Bilanzgewinn/Bilanzverlust tritt. Haben Vorstand und Aufsichtsrat beschlossen, einen Teil des Jahresüberschusses den Rücklagen zuzuführen, vermindert sich der Bilanzgewinn um diesen Zuführungsbetrag. Hat schließlich die Hauptversammlung über die Höhe der Dividende entschieden, so wird diese aus dem Bilanzgewinn entnommen und als sonstige Verbindlichkeit verbucht. Ein etwaiger restlicher Bilanzgewinn wird im nächsten Geschäftsjahr als Gewinnvortrag übernommen.
Ausgehend vom Jahresüberschuss/Jahresfehlbetrag nach § 275 HGB bzw. § 231 UGB (Österreich) ist der Bilanzgewinn/Bilanzverlust eine Restgröße, die als Dividende bei der AG / KGaA und GmbH an die Aktionäre/Gesellschafter ausgeschüttet werden kann. § 58 Abs. 2 AktG regelt die Feststellung des Bilanzgewinns. Vorstand und Aufsichtsrat können danach höchstens 50 % des Jahresüberschusses in die Gewinnrücklagen einstellen. Aktionäre haben nach § 58 Abs. 4, § 60 AktG Anspruch auf den Bilanzgewinn, GmbH-Gesellschafter nach § 29 Abs. 1 Satz 2 GmbHG. Ist der Jahresabschluss festgestellt, so entscheidet die Hauptversammlung nach § 174 Abs. 1 AktG über die Verwendung des Bilanzgewinns. Im Verwendungsbeschluss ist nach § 174 Abs. 2 AktG der Bilanzgewinn unter Nr. 1 anzugeben, unter Nr. 2 der auszuschüttende Betrag, unter Nr. 3 die in die Gewinnrücklagen einzustellenden Beträge, unter Nr. 4 ein Gewinnvortrag und unter Nr. 5 der aufgrund dieses Beschlusses anfallende steuerliche Aufwand.
Wird die Bilanz nach vollständiger Ergebnisverwendung aufgestellt, entfällt der Posten des Bilanzgewinns; die nicht ausgeschütteten Teile des Bilanzgewinns werden unter den Rücklagen ausgewiesen. Bei Aktiengesellschaften ist die Aufstellung der Bilanz nach teilweiser Ergebnisverwendung und somit der Ausweis eines Bilanzgewinns der Regelfall.
Aus dem obigen Schema ist ersichtlich, dass der Bilanzgewinn durch Veränderung der Rücklagen leicht beeinflusst werden kann und deshalb als Indikator für den Unternehmenserfolg ungeeignet ist. Betriebswirtschaftliche Kennzahlen verwenden anstatt dessen den Jahresüberschuss oder Gewinn.

## Fiktiver Bilanzgewinn
In Organschaftsverhältnissen mit Gewinnabführungsverträgen wird ggf. der nach § 277 Abs. 3 Satz 2 HGB als Aufwand erfasste und an die beherrschende Muttergesellschaft abzuführende Gewinn der abhängigen Gesellschaft wieder dem Jahresüberschuss hinzugerechnet. Dann wird von einem fiktiven Bilanzgewinn gesprochen, der die Höhe des an die beherrschende Gesellschaft abzuführenden Gewinns darstellt. Diese Rechnung hat allerdings nur Erläuterungscharakter und ist nicht Teil des Jahresabschlusses. Gewinn- oder Ergebnisabführungsverträge haben bei Tochtergesellschaften regelmäßig zur Folge, dass der Bilanzgewinn „Null“ ist.

## Bilanzverlust
Da bei der AG und GmbH die Haupt- bzw. Gesellschafterversammlung bei einem ausgewiesenen Bilanzverlust keine Verwendungsbeschlüsse fassen kann, bleibt ein Bilanzverlust bestehen und wird im nächsten Geschäftsjahr automatisch in die Position Verlustvortrag überführt (§ 266 Abs. 3 A IV HGB). In der Gewinn- und Verlustrechnung ist der Ausweis des Verlustvortrags nach § 158 Abs. 1 Nr. 1 AktG nur für die AG vorgeschrieben. Um einen – von der Öffentlichkeit negativ bewerteten – Bilanzverlust zu vermeiden, sorgen die Gesellschaften in der Regel für einen Ausgleich durch die Auflösung gleich hoher Gewinnrücklagen.